# Madracis carmabi
Madracis carmabi là một loài san hô trong họ Astrocoeniidae. Loài này được Vermeij Diekmann & Bak mô tả khoa học năm 2003.